# Ivan Broz
Ivan Broz (Klanjec, 1852. január 21. – Zágráb, 1893. december 25.), horvát nyelvész, irodalomtörténész.

## Élete
Ivan Broz 1852-ben született Klanjecben. Általános iskolába Klanjecben (három osztály) és Varasdon (negyedik osztály), gimnáziumba Károlyvárosban (1864–1866), Pozsegában és Zágrábban járt, ahol 1872-ben érettségizett a Klasszikus Gimnáziumban. Innsbruckban kezdett teológiát tanulni (1872–1874), de otthagyta, és az 1876/77-es tanévben az újonnan megnyílt Zágrábi Egyetemen kezdte meg a horvát nyelv, történelem és földrajz tanulmányozását. Helyettesítő tanár volt a Zágrábi Reálgimnáziumban (1874–1876), később az eszéki (1880–1883), és a pozsegai (1883) gimnázium rendes tanára volt. A zágrábi Klasszikus Gimnáziumban, ahova egykor ő is járt, 1884 és 1893 között dolgozott. 1885-ben beválasztották a Matica hrvatska igazgatóságába, ahol a Matica Népdalgyűjteményének szerkesztésével bízták meg. 1888-ban doktorált „Prilozi za sintaksu jezika hrvatskoga, I. Imperativ” (Hozzájárulások a horvát nyelv szintaxisához, I. Imperatívusz) című disszertációjával, majd Bécsben Vatroslav Jagićnál tanult szlavisztikát. Ezután Hercegovinába és Dél-Horvátországba ment tanulmányútra, melyen súlyosan megbetegedett, ami oka volt korai halálának.

## Munkássága
Broz első nyomtatásban megjelent szövege 1877-ben Józef Ignacy Kraszewski lengyel író „Poeta i świat” (Költő és a világ) című novellájának fordítása volt. Ezután több lengyel író novelláit és útleírásait fordította, melyek Bécsben 1879 és 1893 között jelentek meg. Irodalomtörténeti vázlatokat közölt, folklór és nyelvi témákról írt Bécsben és Zágrábban a „Vijenac”, a „Hrvatski učitelj” és a „Pobratim” folyóiratban, melynek szerkesztője is volt. 1887-ben Ivan Gundulić „Osman” című művének új kiadását, 1892-ben pedig Junije Palmotić „Kristijadáját” egészítette ki és publikálta.
1885-ben a Matica hrvatska „Hrvatskih narodnih pjesama” nevű folyóiratának szerkesztője lett. „Crticama iz hrvatske književnosti (I.- II.)” (Vázlatok a horvát irodalomból I.-II.) című művében a legrégebbi horvát nyelvi és irodalmi emlékeket mutatta be. A horvát imperatívuszról szóló tanulmány és számos purista cikk szerzője (Filologičke sitnice). 1889-ben egy horvát nyelvű helyesírási kézikönyv elkészítésével bízták meg. 1892-ben a Jugoszláv Tudományos és Művészeti Akadémia (JAZU) levelező tagjává választották.
Ivan Broz 1892-ben adta ki legfontosabb művét, a „Hrvatski pravopis”t (Horvát helyesírás), amely Boranić szerkesztésében 1916-ig jelent meg.  Ez a mű, bár kifejezetten Vuk Karadžić helyesírási felfogásán alapult, mégis Marcel Kusar horvát filológus és jobboldali politikus helyesírási munkásságára épült, egyúttal megalapozta a modern horvát helyesírási szabványt és más horvát helyesírási kézikönyveket, melyek többnyire csak árnyalatokban finomítják Broz úttörő munkáját. Anyaggyűjtésbe kezdett a „A horvát nyelv szótárához”, amelyet két terjedelmes kötetben nagybátyja, Franjo Iveković fejezett be és adott ki 1901-ben. Szándékában állt elkészíteni, de már nem tudta megvalósítani a horvát irodalmi nyelv grammatikáját, amelyhez bizonyos fejezeteket (az -ov, -ev végű főnévek ragozása, kongruencia, igeidők használata, főleg a jövő idő vonatkozásában) már előre kigondolt. Munkássága kora nyelvi és irodalmi életének széles területét fedte le. Érdeklődése a fonetikai, morfológiai és szintaktikai kutatásoktól a régi irodalom néhány problémájáig terjedt.

## Fő művei
- Crtice iz hrvatske književnosti, I-II, Zagreb, 1886-1888.
- Mali azbukvar za pravilno i jednolično čitanje glagoljice u novih crkvenih knjigah po hrvatskoj recenziji, Róma, 1894.
- Ivan Broz: Hrvatski pravopis, Zagreb, 1892., 1893.; posztumusz: 1904., 1906., 1911., 1915.
- Iveković, Franjo; Broz, Ivan: Rječnik hrvatskoga jezika, 2 sv., Zagreb, 1901., 2009.
- Filološke sitnice i pabirci, prikupio i pogovor napisao Marko Samardžija, Pergamena, Zagreb, 2000.

## Fordítás
Ez a szócikk részben vagy egészben  az   Ivan Broz című horvát Wikipédia-szócikk ezen változatának fordításán alapul.  Az eredeti cikk szerkesztőit annak laptörténete sorolja fel. Ez a jelzés csupán a megfogalmazás eredetét és a szerzői jogokat jelzi, nem szolgál a cikkben szereplő információk forrásmegjelöléseként.